# Hajós Alfréd Nemzeti Sportuszoda

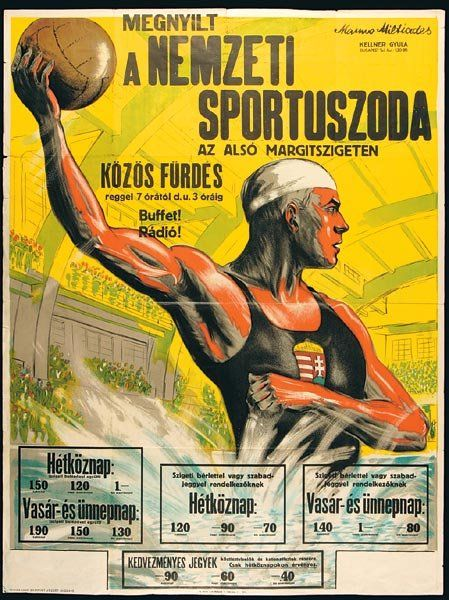
Manno Miltiades plakátja 1930-ból

A Hajós Alfréd Nemzeti Sportuszoda (Budapest, Margit-sziget) egy fedett uszodából és több nyitott, külső medencéből álló sportlétesítmény.

## Története
A fedett uszodát 1930-ban építették meg a Vallás- és Közoktatásügyi Minisztérium, a Székesfőváros elöljárósága, valamint a Szent Margit Gyógyfürdő Rt. összefogásával. Átadásakor Európa legnagyobb fedett úszócsarnokának számított, a maga 33 m hosszúságú és 18 m széles úszómedencéjével. Vizét kezdetben a margitszigeti termálvízforrás, valamint a Dunából szivattyúzott hideg víz keveréke biztosította. A medence körül 2500 néző befogadására alkalmas tribünt, s az épület körül 800 fürdőzőre elegendő öltözőhelyiséget létesítettek. Az épületet egészében Hajós Alfréd műépítész, hazánk 1896. évi első úszó olimpiai bajnoka tervezte. A sportág kívánalmait jól ismerő építész kezében valóban értő módon, hosszútávú célokat is kiszolgálni képes épület született. Az akkoriban újdonságnak számító vasbetonszerkezeteket  Gergely Jenő és Pécsi Eszter mérnökök, míg a speciális vízvezetéki és gépészeti berendezéseket Lázár Lajos mérnök tervezte. Maga az építkezés hét hónap alatt lezajlott, s összességében közel 800 munkás vett részt a munkálatokban. A létesítményt december 7-én adták át Horthy Miklós kormányzó jelenlétében.
A külső medence és a műugró-létesítmény 1937-ben készült el Csonka Pál tervei szerint.
1958-ban külső gyakorlómedencével bővítették a létesítményt.
1983-ban a fedett 33 méteres úszómedencébe építettek be kiegészítő jelleggel lesüllyeszthető, műanyag borítású válaszfalat, hogy a medencében 25 méteres versenyeket is lebonyolíthassanak.

### Széchy Tamás-uszoda
A Magyar Úszó Szövetség a 2006-os úszó-Európa-bajnokságra beadott pályázatában egy új budapesti fedett uszoda (Lágymányos, Kőbánya) építése szerepelt. Megvalósulására végül nem került sor. Helyette 2003-ban a Hajós Alfréd Nemzeti Sportuszoda mögötti területre – ahol korábban a Pénzügyminisztérium teniszpályái voltak – terveztek egy 50 méteres úszómedencét, egy torony- és műugrófalat és egy 25×25 méteres medencét, valamint öltözőket és lelátót. A terveket az Építész Stúdió Kft. készítette el. A tervezési pályázat győztesének kihirdetése után a környezetvédelmi hatóság és zöldszervezetek emeltek kifogást az építkezés miatt (fakivágás, víznyerőkút védősáv, a Margit-sziget szennyvízelvezetésének megoldatlansága). Széchy Tamás 2004-es halála után a MÚSZ javasolta, hogy róla nevezzék el a létesítményt. A kivitelezésre a KÉSZ Közép-Európai Építő és Szerelő Kft. adta be a legjobb ajánlatot 1,7 milliárd forint értékben, 2006. áprilisi teljesítéssel. A műszaki átadás június 7-én kezdődött. A 2006. június 18-án rendezett országos gyermek szinkronúszó bajnokság volt az uszoda első versenye. Az új részeknek – bár nem képeznek önálló intézményt – az avatáskor a Széchy Tamás-uszoda nevet adták.

## Medencék
- Fedett 33 méteres úszómedence[7]
- Fedett tanmedence[7]
- Nyitott műugró emelvény és medence[7]
- Fedett műugró emelvény és medence[7]
- Nyitott 50 méteres úszómedence[7]
- Nyitott 33 méteres medence[7]
- Széchy Tamás-uszoda: 50 méteres úszómedence[7]

## Sportesemények
- 1937 Horthy-kupa magyar győzelem német-magyar vízilabda mérkőzés 3:1
- 1954-es öttusa-világbajnokság úszószáma
- 1958-as úszó-Európa-bajnokság
- 1969-es öttusa-világbajnokság úszószáma
- 2001-es férfi vízilabda-Európa-bajnokság és 2001-es női vízilabda-Európa-bajnokság
- 2006-os úszó-Európa-bajnokság
- 2010-es úszó-Európa-bajnokság
- 2014-es férfi vízilabda-Európa-bajnokság és 2014-es női vízilabda-Európa-bajnokság
- 2017-es úszó-világbajnokság ( Elit vízilabda, masters vízilabda és úszás )